# Ганс Геце
Ганс Геце (нім. Hans Götze; 12 січня 1916, Белгаум — 1 березня 1993) — німецький офіцер-підводник, оберлейтенант-цур-зее крігсмаріне.

## Біографія
16 вересня 1939 року вступив на флот. З 4 вересня 1941 року — 2-й, з грудня 1942 року — 1-й вахтовий офіцер на підводному човні U-586. У вересні-жовтні 1943 року пройшов курс командира човна. З 1 жовтня 1943 по 5 липня 1944 року — командир U-586, на якому здійснив 3 походи (разом 115 днів у морі). В серпні 1944 року переданий в розпорядження 29-ї флотилії. З 23 грудня 1944 по 2 травня 1945 року — командир U-2527.

## Звання
- Кандидат в офіцери (16 вересня 1939)
- Морський кадет (1 лютого 1940)
- Фенріх-цур-зее (1 липня 1940)
- Оберфенріх-цур-зее (1 липня 1941)
- Лейтенант-цур-зее (1 березня 1942)
- Оберлейтенант-цур-зее (1 жовтня 1943)

## Нагороди
- Нагрудний знак підводника (20 червня 1942)
- Залізний хрест
  - 2-го класу (20 серпня 1942)
  - 1-го класу (19 серпня 1943)